# Илија Јорга
Илија Јорга (Београд, 15. новембар 1940) универзитетски је професор, доктор спортске медицине, мајстор борилачких вештина, оснивач карате стила Фудокан 1980. године заједно са пријатељем Таиђи Казеом и братом Владимиром. Пионир каратеа СФР Југославије, наш најбољи инструктор каратеа (Соке 10. Дан).
Редовни професор физиологије Медицинског факултета у Београду у пензији.

## Карате биографија
Проф. др Илија Јорга је почео да се бави каратеом 1959. године. Његов први инструктор је био његов старији брат проф. др Владимир Јорга, а касније његови учитељи су постали професори Тецуђи Мураками, Таиђи Казе и Хидетака Нишијама.

### Напредовање у појасевима
- 1967 црни појас први дан (шодан) код Тецуђи Муракамија, у Загребу.[1]
- 1968 црни појас други дан (нидан) код Таиђи Казеа.[1]
- 1971 црни појас трећи дан (сандан) код Таиђи Казеа у Паризу.[1]
- 1975 црни појас четврти дан (јодан) код Таиђи Казеа у Београду.[1]
- 1978 црни појас пети дан (годан) код Таиђи Казеа у Београду.[1]
- 1982 црни појас шести дан (рокудан) код Таиђи Казеа у Паризу.[1]
- 1987 црни појас седми дан (шићидан) код Хидетаке Нишијаме у Лос Анђелесу.[1]
- 1998 црни појас осми дан (хаћидан) код Хидетаке Нишијаме у Сан Дијегу.[1]
- 2003 црни појас девети дан (кудан) додељен од стране ВТФСКФ-а у Верони.[2]
- 2007 црни појас десети дан (ђудан) додељен од стране АЏЏИФ-а у Пољској.[3]

#### Такмичар, тренер и селектор
Прослављени шампион Европе у катама и 13 пута југословенски мајстор у отвореној спортској борби и поновљени шампион Европе, такође је освајач медаља на многим међународним турнирима. На међународним турнирима освојио је 18 медаља, међу европским и светским шампионима (Јорга је први шампион који није из Јапана, који је победио на шампионату света у Токију).
Између 1968. и 1980. био је селектор карате репрезентације Југославије и они су освојили 65 медаља на међународним турнирима, такође 12 европски и светских шампионских титула.
1981. напустио је Југословенску карате федерацију и почео самосталну каријеру. Неколико година живео у Француској тренирао је са Таиђи Казеом, био му асистент на међународним тренинг камповима и очекујући званично признање јошитака стила. Године 1987. Јорга почиње сарађивати са Хидетаком Нишијамом и заједно са њим почео је да популаризује традиционални карате као његов ученик. Његова организација фудокан је четврта велика организација света. Аутор је многих књига са братом Владимиром.

## Оснивање Фудокана
На свој рођендан, 15. новембра 1980. године, Илија Јорга је презентовао нови предавачки систем, модеран развитак традиционалног каратеа познатог по називом фудокан.
Кате које је тада демонстрирао су: Хеан Ои-Куми, Таиђи Шодан, Каминари.

## Приватни живот
Професор Др. Илија Јорга је био ожењен са професорком др. Јагодом Јоргом, с којом има ћерку Анамарју и сина Алексу.

## Одликовања
- Орден заслуга за народ са сребрним зрацима, (СФР Југославија).